# CherryPad America
CherryPad America — планшетный компьютер на платформе Android, выпущенный компанией Cherrypal. В США планшет появился в продаже в сентябре 2010 года. Позднее он появился в Европе и Азии. На Украине и в России планшет продаётся с 16 октября. К достоинствам планшета стоит отнести малый вес – около 0,5 кг, а также низкую стоимость. CherryPad America выполнен в алюминиевом корпусе.
| Технические характеристики | Cherrypad America                                                                  |
| -------------------------- | ---------------------------------------------------------------------------------- |
| Процессор                  | Samsung® Telechips ARM11 800 МГц                                                   |
| Операционная система       | Android 2.1 / 0.90 («Eclair»)                                                      |
| Память                     | 256 Мб DDR2, 2 ГБ NAND Flash                                                       |
| Размеры (ДxВхШ)            | 20.2 × 13.2 x 1.25 см                                                              |
| Масса                      | 520 граммов с аккумулятором                                                        |
| Экран                      | 7-дюймовый резистивный сенсорный экран с разрешением 800x480 пикселей              |
| Управление устройством     | Сенсорный экран                                                                    |
| Соединения                 | Bluetooth® 2.0 Wi-Fi®: 802.11 b/g USB 2.0, Разъем 3,5 мм для подключения наушников |
| Аккумулятор                | Ёмкость: 3200 мАч Время работы от 6 до 8 часов                                     |
| Слот расширения            | Карта памяти microSD™                                                              |
| Дополнительно              | Датчик положения в пространстве (G-сенсор)                                         |

## Прошивки
На данный момент последней доступной официальной прошивкой является Android 2.1. По всей видимости, обновления до 2.2 запланировано на конец 2010.